# Glandă tiroidă
Glanda tiroidă este cea mai mare glandă a sistemului endocrin uman, are o greutate de 5-6 g la nou-născut, atingând o greutate de 25-30 g la adult (este mai mare la femei decât la bărbați) și este situată în regiunea antero-laterală a gâtului.
Glanda tiroidă (glandula thyroidea) este un organ nepereche de culoare gălbuie-roz, cu o consistență moale, cântărind 15-30 g, având doi lobi de formă ovală, ce se dispun de o parte și de alta a laringelui și traheii, uniți printr-un istm; în 50-60% din cazuri, o prelungire, lobul piramidal, se întinde înspre osul hioid. Are o capsulă proprie ce trimite prelungiri în interiorul glandei. Ea este învelită într-o dedublare a fasciei cervicale mijlocii, aderentă de trahee, teaca vasculonervoasă în care se află artera carotidă, vena jugulară și nervul vag. Anterior, glanda vine în raport cu mușchii subhioidieni. Între capsula proprie și capsula fibroasă, dependentă a fasciei cervicale mijlocii, se află posterior, glandele paratiroide. Irigația arterială este asigurată de arterele tiroidiene superioară și inferioară; venele se deschid în venele jugulare și trunchiul venos brahiocefalic stâng. Limfaticele merg în ganglionii cervicali profunzi și pretraheali. Inervația este dată de ramuri din nervii laringieni superior și inferior și din cei trei ganglioni simpatici cervicali.

## Caracteristici
- Așezare: pe fața anterioară a traheei
- Greutate: 5-30g
- Structura: lobul drept, lobul stâng, istm (punte)
- Secretă hormonii: tiroxină, triiodotironină si calcitonina
- Boli datorate funcționării deficitare: 
  - piticism (nanism tiroidian/cretinism)
  - gușa endemică
  - boala Basedow

Tiroida normală la adult are forma literei H și este alcatuită din doi lobi (drept și stâng), uniți printr-un istm (porțiune de țesut glandular).
Tiroida este învelită la exterior de o capsulă fibroasă din care pornesc septuri fibroase ce împart glanda în pseudolobi, la rândul lor alcătuiți din vezicule, numite foliculi sau acini (unitatea structurală a tiroidei).

## Funcționare
În interiorul foliculilor se găsește un coloid proteic care conține o singură proteină, tireoglobulina, din care sunt sintetizați hormonii tiroidieni: T4 ( tiroxina) și T3 (triiodotironina).
Tiroida conține și o populație redusă de celule parafoliculare (celule C) care secretă calcitonina și pot cauza carcinomul tiroidian medular, prin transformare malignă.
Secreția de hormoni tiroidieni (tiroxina- T4 și triiodotironina-T3) este stimulată de către un alt hormon numit TSH (Thyroid Stimulating Hormone) care este secretat de glanda hipofiză. Funcția glandei tiroide este extrem de importantă pentru organism, afectând pulsul și tensiunea arterială, nivelul de colesterol, metabolismul energetic, tonusul muscular, văzul, starea psihică și multe altele.

## Rol și influență
Glanda tiroidă produce doi hormoni principali, tiroxina și tironina, care:
- stimulează metabolismul general,
- au influență asupra vitezei cu care este utilizată energia în corp și a producerii de proteine,
- influențează asupra termoreglării organismului,
- stimulează la copii creșterea scheletului,
- influențează compoziția sângelui,
- intensifică excitabilitatea sistemului nervos față de alți hormoni.
Cei doi hormoni sunt depozitați în foliculi, unde sunt legați de o proteină, formând tiroglobulinele. Pentru elaborarea hormonilor e nevoie de iod, care este furnizat prin alimentație.
De asemenea, tiroida produce calcitonina, antagonist al hormonului paratiroidian, ce scade pragul calcemiei și stimulează osteogeneza.

## Structura
Glanda este alcătuită din foliculi sferici și canale producătoare de tiroxină, înconjurate de țesut conjunctiv lax. Foliculii sunt tapisați de un epiteliu unistratificat, plat sau prismatic înalt; cavitatea foliculară e plină de coloid omogen (ea conține hormonul tiroxina). Între foliculi, în țesutul conjunctiv se află grupe de celule clare - celulele C parafoliculare, producătoare de calcitonină. 
Frigul și întunericul stimulează tiroida; căldura și lumina o inhibă. Glanda crește în volum la pubertate și la naștere și diminuă cu vârsta sau în caz de malnutriție. La femei tiroida este relativ ceva mai mare.
La embrion glanda tiroidă se dezvoltă din mugurele epitelial nepereche al peretelui ventral al intestinului cefalic. Când mugurele se detașează, în locul său (mai târziu acesta constituie rădăcina limbii) rămâne gaura oarbă.

## Afecțiuni corelate
Pacienții care suferă de afecțiuni ale glandei endocrine au variații ale nivelului energetic, au intoleranță la frig sau căldură, variații ale tonusului muscular, labilitate emoțională sau probleme cu greutatea corporală.
Afecțiunile tirodei se manifestă prin modificări calitative sau cantitative ale secreției hormonale, mărirea tiroidei (gușă) sau ambele.
Secreția insuficientă (hiposecretie) de hormoni tiroidieni este denumită hipotiroidie. Cauzeaza nanism tiroidian (cretinism) la copii si mixedem la adulti însotit de scăderea consumului caloric (hipometabolism).
Secreția excesivă (hipersecretie) de hormoni tiroidieni determină hipertiroidie sau tireotoxicoză și hipermetabolism.
Mărirea glandei tiroide (gușa) poate fi generalizată sau focală: 
- mărirea generalizată poate fi asimetrică, lobul drept având o tendință mai mare de creștere decât lobul stâng și poate fi asociată cu o secreție hormonală crescută, normală sau scăzută în funcție de afecțiunea determinantă;
- marirea focală sugerează de obicei o afecțiune tumorală benignă (asociata de obicei cu creșterea secreției hormonilor tiroidieni și hipertiroidie) sau malignă. Gușa tiroidiană poate comprima structurile învecinate de la nivelul gâtului sau mediastinului.